# Mónica Silvana González González
Mónica Silvana González González (Buenos Aires, 12 de febrer de 1976) és una política hispanoargentina, diputada a l'Assemblea de Madrid i membre de la Comissió Executiva Federal del Partit Socialista Obrer Espanyol (PSOE).

## Biografia
Nascuda el 12 de febrer de 1976 a Buenos Aires (Argentina), es va traslladar a la ciutat de Esquina (província de Corrientes) als quatre anys. Diplomada en Turisme a la Universitat Nacional del Nord-est de Corrientes, es va instal·lar el 1998 a Espanya, a Alcalá de Henares.
Militant del PSOE a Alcalá de Henares, va ser regidora de l'Ajuntament del municipi entre 2007 i 2015.
Nombre 10 de la llista del PSOE per a les eleccions a l'Assemblea de Madrid de maig de 2015 encapçalada per Ángel Gabilondo, va ser escollida diputada de la desena legislatura de la cambra.
En el trentè novè congrés federal del PSOE, celebrat al juny de 2017, va ser inclosa dins de la Comissió Executiva Federal del partit com a secretaria de l'àrea de Diversitat i Moviments Socials.